# Gordon Hendy

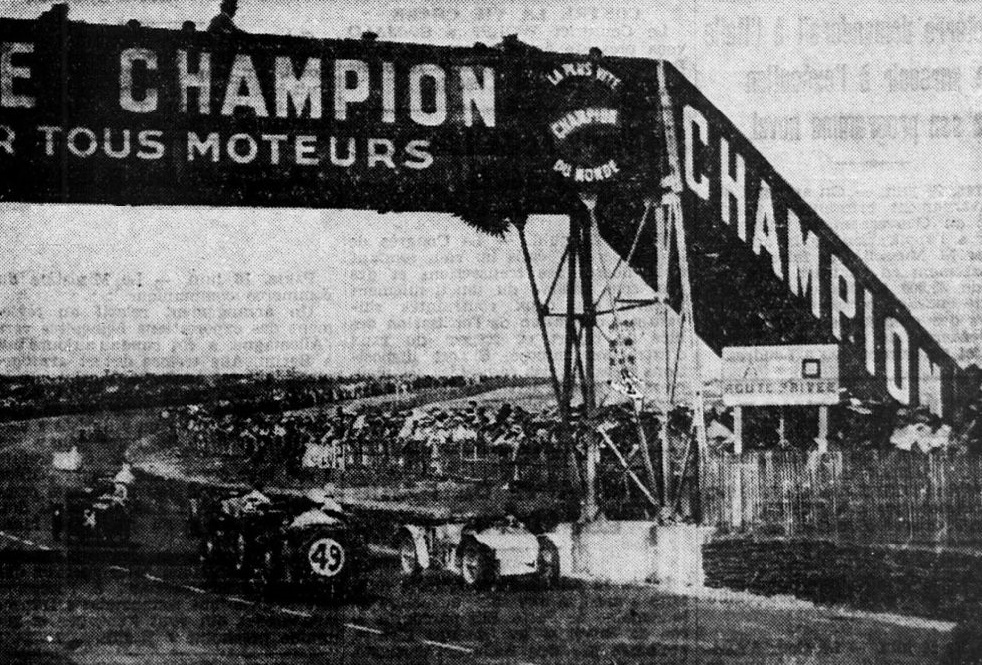
Der Singer 9 Le Mans (Startnummer 49) von Gordon Hendy und James Boulton unter dem Fußgängerübergang beim 24-Stunden-Rennen von Le Mans 1934

Gordon Vinton Hendy (* 1. August 1904 in Southampton; † 9. Juli 1964 ebenda) war ein britischer Autorennfahrer.

## Karriere
Gordon Hendy war in den 1920er- und 30er-Jahren im Sportwagensport aktiv. In erster Linie startete er bei Rennen auf der Bahn von Brooklands. Er war mehrmals beim 2×12-Stunden-Rennen von Brooklands gemeldet, wo seine beste Platzierung der 14. Gesamtrang 1931 war. Zweimal fuhr er das 24-Stunden-Rennen von Le Mans. Gemeinsam mit Partner James Boulton erreichte er 1935 auf einem Singer 9 Sports den 19. Rang in der Gesamtwertung.

## Statistik

### Le-Mans-Ergebnisse
| Jahr | Team         | Fahrzeug         | Teamkollege   | Platzierung     | Ausfallgrund |
| ---- | ------------ | ---------------- | ------------- | --------------- | ------------ |
| 1934 | Gordon Hendy | Singer 9 Le Mans | James Boulton | disqualifiziert |              |
| 1935 | Gordon Hendy | Singer 9 Sports  | James Boulton | Rang 19         |              |